# Łękuk Wielki
Łękuk Wielki (niem. Gross Lenkuk) – przysiółek osady Podleśne w Polsce, w województwie warmińsko-mazurskim, w powiecie giżyckim, w gminie Kruklanki.
W latach 1975–1998 miejscowość należała administracyjnie do województwa suwalskiego.
Położona w okolicach jeziora Łękuk.

## Nazwa
28 marca 1949 r. ustalono urzędową polską nazwę miejscowości – Łękuk Wielki, określając drugi przypadek jako Łękuka Wielkiego, a przymiotnik – łękucki.